# イギリスの住宅

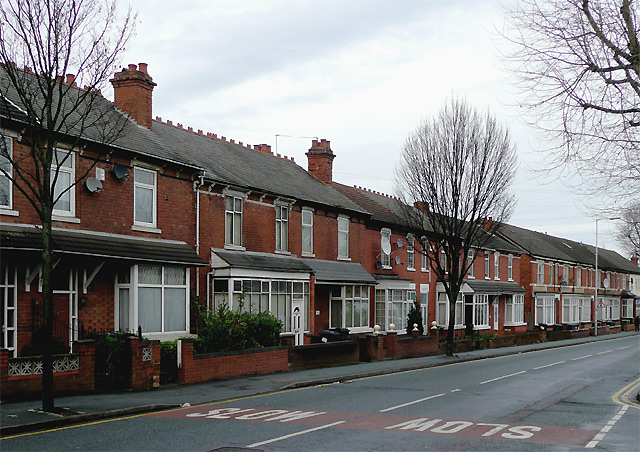
イギリスの典型的な住宅（テラス形式）

イギリスの住宅（Housing in the United Kingdom）は、英国における最大の非金融資産クラスにあたり、2014年には総純資産価値が5兆ポンドを超えた。住宅の約30％は所有者によって完全に所有され、40％は住宅ローンで所有者が住んでいる。約18％は社会住宅であり、残りの12％は私有賃貸住宅である。
イギリスは、部屋数、設備、住宅の品質に関しては、欧州諸国の上位にランクインしている。ただし、収入に対する住宅費用の比率は、これらの国々の平均よりも高く、イギリスにおける住宅費用の増加は、特に低所得層やロンドンなどの高コスト地域に住む人々にとって、住宅危機を生んでいる可能性がある。
イギリスの住宅は住宅担当国務大臣の管轄下にある。

## 統計
イングランドには約2,300万戸の住宅があり、全英国（en:United Kingdom）には約2,700万戸ある。2009年時点で、住宅の約30％は所有者によって完全に所有され、さらに40％は住宅ローンで所有者が住んでいる。約18％は社会住宅であり、残りの12％は私有賃貸住宅である。平均的な寝室数は約2.8。家庭の約40％は少なくとも2つの余分な寝室を所有している。住宅の約20％は1919年以前に建てられ、15％は1990年以降に建てられた。全住宅の29％はテラス形式、42％は独立型または半独立型であり、残りの29％はバンガローまたは "フラット" 形式である。平均床面積は95平方メートルである。全住宅の約4％が空き家。2012年から2014年にかけて、約385,000世帯で火事が報告されたが、そのほとんどは調理によるものだった。
2014年には、2.6百万世帯が住居を移動し、その大部分（74％）は賃貸者であった。en:National Housing Federationによると、イングランドにおいて8,400,000人が手の届かない、不安定な、または適当でない住宅に住んでいると推定されている。ヘリオット・ワット大学の調査によると、イングランドにおいて8人に1人が急激な物価上昇や住宅建設目標の達成不足によって悪影響を受けていると考えられている。

## 供給と建設
2006年、労働党政権は建設業界に供給側の問題があると疑い、2007年に「住宅建設の提供に関するコールカット・レビュー」を委託した 。その結果提出されたレポートは価格の変化に応じて供給を拡大をすることに失敗したのだと指摘するものだった。
2008年の不況後に住宅完成数が減少したが、2015年には169,000戸に回復した。
2019年のエイジング・ベター・センターの分析によると、英国の住宅の21％が1919年以前に建てられ、17％が世界大戦間の時期のもの（1919年から1945年）、55％が1945年から2000年までのもので、2000年以降はわずか7％しかなく、英国に存在する住宅は欧州連合諸国よりも古い傾向がある。
地方計画当局は住宅需要を満たすために十分な土地を継続的に提供する求められている。英国の人口の増加状況に対応するためには年間約250,000戸の新しい住宅が必要であると推算されている。